# اطلس (فیلم)
«اطلس» (انگلیسی: Atlas) فیلمی در ژانر فانتزی و ماجرایی به کارگردانی راجر کورمن است که در سال ۱۹۶۱ منتشر شد.

## بازیگران
- مایکل فورست
- فرانک ولف
- راجر کورمن
- دیک میلر
- چارلز بی. گریفیت
- فهرست شخصیت‌های ماجراهای تن‌تن